# Liste des accélérateurs en physique des particules
Cet article concerne la liste des accélérateurs de particules utilisés pour les expériences de physique des particules. Les tout premiers accélérateurs ont été surtout utilisés en physique nucléaire.
Dans l'histoire de la physique des particules, les rayons cosmiques ont été les premiers fournisseurs de particules (astroparticules) à très haute énergie. La radioactivité ne produit pas de tels projectiles. Les rayons cosmiques ont l'inconvénient d'être rares et d'avoir des énergies imprévisibles (jusqu'à 108TeV soit 100 millions de fois l'énergie des particules du Tevatron). Pour explorer le noyau, comme pour produire des particules, les expérimentateurs souhaitaient disposer de faisceaux de particules connues, animées d'une énergie connue, et maîtriser ainsi les conditions d'expérience. C'est pourquoi la technique des accélérateurs a connu, après la Seconde Guerre mondiale, des perfectionnements successifs grâce auxquels ces instruments ont pratiquement supplanté les rayons cosmiques comme sources de projectiles à haute énergie.
Les accélérateurs de particules ont été construits en tenant compte des 3 idées simples suivantes :
- Ils n'accélèrent que les particules porteuses d'une charge électrique, sensibles aux champs électriques et magnétiques que la technologie sait produire et utiliser.
- Les particules accélérées doivent rester stables (ne pas se désintégrer) pendant l'accélération. L'électron et le proton, le positron et l'antiproton répondent à ces conditions. Les ions lourds sont chargés et stables mais mal adaptés à l'étude des particules.
- Les particules doivent circuler dans un vide suffisant pour ne pas heurter une molécule qui perturberait leur trajectoire[3].

Remarque : dans cette liste, un même accélérateur peut apparaître deux fois (ou plus) dans le même tableau, par exemple avant et après une modification ou une amélioration, et/ou dans deux tableaux (ou plus), selon qu’il a été transformé d’un type en un autre ou bien s’il peut fonctionner selon deux modes. Ainsi, le Tevatron apparaît à trois reprises : une fois dans le tableau « accélérateurs à cible fixe » et deux fois dans le tableau « collisionneurs de Hadrons ». Autre exemple, le Large Hadron Collider peut produire des collisions entre protons comme des collisions entre ions, d’où sa présence dans les deux tableaux correspondants.

## Les accélérateurs primitifs
Ils utilisèrent tous de simples faisceaux dirigés sur des cibles fixes. Ils furent utilisés pour des expérimentations brèves, peu coûteuses, sans qualificatif (elles n'ont pas porté de nom).

### Cyclotrons
Avec les plus grands cyclotrons mis en service avant la guerre, l'énergie atteignait un plafond. Le cyclotron ne peut pas accélérer des particules aussi légères que les électrons, car ces particules se comportent rapidement de manière relativiste.
| Accélérateur        | Localisation                     | Années de fonctionnement | Forme               | Particule accélérée | Energie cinétique | Notes et découvertes                                   |
| ------------------- | -------------------------------- | ------------------------ | ------------------- | ------------------- | ----------------- | ------------------------------------------------------ |
| Cyclotron de 23 cm  | UC Berkeley, États-Unis          | 1931                     | Circulaire          | H2+                 | 1,0 MeV           | Mise en évidence du concept                            |
| Cyclotron de 28 cm  | UC Berkeley, États-Unis          | 1932                     | Circulaire          | Proton              | 1,2 MeV           |                                                        |
| Cyclotron de 68 cm  | UC Berkeley, États-Unis          | 1932-1936                | Circulaire          | Deutérium           | 4,8 MeV           | Interactions deutérium / noyaux                        |
| Cyclotron de 94 cm  | UC Berkeley, États-Unis          | 1937-1938                | Circulaire          | Deutérium           | 8 MeV             | Découverte de nombreux isotopes                        |
| Cyclotron de 152 cm | UC Berkeley, États-Unis          | 1939-1941                | Circulaire          | Deutérium           | 16 MeV            | Découverte de nombreux isotopes                        |
| Cyclotron de 4,67 m | Berkeley Rad Lab[1], États-Unis  | 1942-                    | Circulaire          | Diverses            | >100 MeV          | Recherche sur la séparation de l'isotope de l'uranium  |
| Calutrons           | Oak Ridge, Tennessee, États-Unis | 1943-                    | « En fer à cheval » | Noyaux d'uranium    |                   | Utilisés pour séparer des isotopes du Projet Manhattan |

[1] Premier accélérateur construit sur le site actuel du Lawrence Berkeley National Laboratory, connu par la suite sous le nom de Berkeley Radiation Laboratory (« Rad Lab » pour faire court)

### Accélérateurs électrostatiques
Une haute tension statique est appliquée entre 2 électrodes produisant ainsi un champ électrique statique. Voir les accélérateurs électrostatiques
| Accélérateur                                        | Localisation                      | Années de fonctionnement | Forme                       | Particule accélérée | Energie cinétique | Notes et découvertes                   |
| --------------------------------------------------- | --------------------------------- | ------------------------ | --------------------------- | ------------------- | ----------------- | -------------------------------------- |
| Accélérateur électrostatique de Cockcroft et Walton | Cavendish Laboratory, Royaume-Uni | 1932                     | générateur Cockcroft-Walton | Proton              | 0.7 MeV           | Le premier à briser le noyau (Lithium) |

### Synchrocyclotrons
Dans un synchrocyclotron, c'est la dimension de l'électroaimant qui détermine l'énergie finale.
La fréquence de résonance du système HF doit pouvoir varier facilement grâce à un condensateur variable intercalé entre le conducteur du duant (dee) et la paroi. Une tension continue, superposée à la tension HF est appliquée à l'électrode d'accélération pour faciliter l'extraction de la source d'ions.
| Accélérateur     | Localisation              | Années de fonctionnement | Forme                                                   | Particule accélérée | Energie cinétique | Notes et découvertes                 |
| ---------------- | ------------------------- | ------------------------ | ------------------------------------------------------- | ------------------- | ----------------- | ------------------------------------ |
| Synchrocyclotron | Berkeley, États-Unis      | 1948-                    | circulaire                                              | proton              | 350 Mev           | Etude des mésons π                   |
| Synchrocyclotron | CERN (Genève)             | 1958-1990                | Circulaire d= 227 cm Variation de fréquence 30 à 16 MHz | Proton              | 680 MeV           | Moment magnétique anomal du muon     |
| Synchrocyclotron | Dubna, Russie             | Décembre 1949-           | Pôle E.aimant d = 6 m                                   | Proton              | 700 MeV           | 7 000 tonnes ( Tour Eiffel = 7150 t) |
| Synchrocyclotron | Saint-Pétersbourg, Russie |                          | Pôle E.aimant d = 7 m                                   | Proton              | 1 GeV             | 7 000 tonnes                         |

### Synchrotrons
Moins de métal, moins de puissance électrique : les synchrotrons ont permis un bond en avant de l'énergie. L'énergie du Bevatron de Berkeley , 6,2 GeV n'a pas été choisie arbitrairement : c'est l'énergie minimale nécessaire pour produire des antiprotons.
| Accélérateur                                                                           | Localisation                               | Années de fonctionnement | Forme et taille                       | Particule accélérée | Energie cinétique | Notes et découvertes réalisées                                                                                     |
| -------------------------------------------------------------------------------------- | ------------------------------------------ | ------------------------ | ------------------------------------- | ------------------- | ----------------- | --- |
| Cosmotron                                                                              | Brookhaven National Laboratory, États-Unis | 1953-1968                | Anneau circulaire (72 mètres environ) | Proton              | 3,3 GeV           | Particules en V, production artificielle de mésons.                                                                |
| Birmingham Synchrotron                                                                 | Université de Birmingham                   | 1953                     |                                       | Proton              | 1 GeV             | |
| Bevatron                                                                               | Berkeley Rad Lab (LBNL), États-Unis        | 1954- ~1970              | "Piste de course"                     | Proton              | 6,2 GeV           | Essai sur les particules étranges. Antiproton, antineutron sont découverts.                                        |
| Bevalac, combinaison d'un LINAC, le SuperHILAC, d'un tube de divergence et du Bevatron | Berkeley Rad Lab (LBNL), États-Unis        | ~1970-1993               | LINAC suivi d'une "Piste de course"   | Tout noyau stable   |                   | Observation de matière nucléaire condensée. Ionisation intra-tumorale en cancérologie.                             |
| Saturne I                                                                              | Saclay, France                             | 1958-1997                |                                       | Proton, ions lourds | 3 GeV proton      | |
| Zero Gradient Synchrotron (en)                                                         | Argonne National Laboratory, États-Unis    |                          |                                       |                     | 12,5 GeV          | |
| Proton Synchrotron PS                                                                  | CERN, Suisse                               | 1959-                    | Diamètre : 200 m focalisation forte   | Proton              | 25 GeV            | Production d’antiprotons. Nombreuses expériences, dont : CLOUD, DIRAC, n_TOF. Également injecteur pour ISR et SPS. |
| Synchrotron à gradient alterné AGS                                                     | Brookhaven National Laboratory, États-Unis | 1960-                    | Diamètre : 200 m focalisation forte   | Proton              | 33 GeV            | Découverte du neutrino muonique J/Ψ (1974), Violation CP / kaon                                                    |

## Les accélérateurs à cible fixe
Nombreux furent les accélérateurs modernes qui furent utilisés aussi sur le mode de la cible fixe ; souvent ils furent aussi utilisés comme préaccélérateurs dans des systèmes collisionneurs, voire eux-mêmes convertis en collisionneurs.
Exemple : le SPS du CERN, qui, tout en étant toujours utilisé pour projeter des particules sur cibles fixes, fut converti en collisionneur protons/antiprotons, et sert actuellement d’injecteur pour le Large Hadron Collider (LHC).
| Accélérateur                   | Localisation                                       | Années de fonctionnement | Forme et taille                                       | Particule accélérée         | Énergie cinétique                                        | Expériences                                                                               | Notes |
| ------------------------------ | -------------------------------------------------- | ------------------------ | ----------------------------------------------------- | --------------------------- | -------------------------------------------------------- | ----------------------------------------------------------------------------------------- | --- |
| Linac SLAC                     | Stanford Linear Accelerator Center, États-Unis     | 1966-                    | Accélérateur linéaire de 3 km                         | Électron/ Positron          | 50 GeV                                                   |                                                                                           | Améliorations successives, utilisé pour alimenter le PEP, SPEAR, Stanford Linear Collider, PEP-II                                                          |
| Anneau principal du Fermilab   | Fermilab, États-Unis                               | 1972-1997                |                                                       |                             |                                                          |                                                                                           | |
| Super Proton Synchrotron SPS   | CERN, Suisse                                       | 1976 -                   |                                                       | Protons, ions divers.       | 450 GeV pour les protons. 33 TeV pour des ions de plomb. | Très nombreuses, parmi lesquelles : CNGS, COMPASS, SHINE, création de Plasma quark-gluon. | Également transformé en collisionneur {\displaystyle Sp{\overline {p}}S} (Super Proton Antiproton Synchrotron) en 1981, et utilisé comme injecteur du LHC. |
| Bates Linear Accelerator       | MIT, Middleton, MA, États-Unis                     | 1974-2005                | Linac de 500 MeV et anneau de stockage                | Electrons polarisés         |                                                          |                                                                                           | |
| CEBAF                          | Jefferson Laboratory, Newport News, VA, États-Unis | 1994-                    | Linac de 5,75 GeV recircularisé (mis à niveau 12 GeV) | Électrons polarisés         |                                                          |                                                                                           | |
| MAMI                           | Mayence, Allemagne                                 | 1979-                    | 855 MeV accélérateur                                  | Électrons polarisés         |                                                          |                                                                                           | |
| Tevatron                       | Fermilab Batavia, Illinois, États-Unis             | 1983-1987                | Anneaux de 6,3 km                                     |                             |                                                          |                                                                                           | Améliorations régulières puis transformation en collisionneur                                                                                              |
| GANIL                          | Caen, France                                       | 1983-                    | Deux cyclotrons en série.                             | Ions du carbone à l'uranium | Jusqu'à 95 MeV/A                                         |                                                                                           | Voir découvertes du GANIL |
| Vivitron                       | Strasbourg, France                                 | 1993-2003                | Électrostatique Van de Graaff tandem                  | Ions divers                 | ?                                                        |                                                                                           | Performances inférieures aux objectifs, mais néanmoins fonctionnel.                                                                                        |
| Spallation Neutron Source (en) | Laboratoire national d'Oak Ridge, États-Unis       | 2006-                    | Linéaire (335 m) et circulaire (248 m)                | Protons                     | 800 MeV - 1 GeV                                          |                                                                                           | |

## Les collisionneurs
Un collisionneur est une machine qui accélère simultanément deux faisceaux de particules en sens inverse, afin de les faire entrer en collision frontale. Ce type d’installation est plus difficile à construire, mais est bien plus performant qu’un accélérateur "simple" projetant ses particules sur une cible fixe.

### Les collisionneurs électrons-positrons (e+/e−)
Dans la grande majorité des cas, les énergies des électrons et des positrons sont identiques. Mais comme il existe également quelques cas où ces énergies sont différentes, le tableau comporte deux colonnes pour différencier les énergies des deux types de particules.
| Accélérateur                              | Localisation                   | Années de fonctionnement             | Forme et taille                    | Energie des électrons | Energie des positrons | Expériences                                                 | Découvertes notables |  |
| ----------------------------------------- | ------------------------------ | ------------------------------------ | ---------------------------------- | --------------------- | --------------------- | ----------------------------------------------------------- | --- |  |
| AdA                                       | Frascati, Italie               | 1961-1964                            | Circulaire circonférence de 130 cm | 250 MeV               | 250 MeV               | .                                                           | . |  |
| ACO Anneau de collisions d'Orsay          | Orsay, France                  | 1965-1975                            | Circulaire circonférence de 22 m   | 550 MeV               | 550 MeV               | ρ0, K+K−,φ3C, μ+μ−, M2N et DM1                              | De 1975 à 1988, ACO fut utilisé comme source de rayonnement synchrotron.                                                          |  |
| SPEAR                                     | SLAC, États-Unis               |                                      |                                    |                       |                       | Mark I (détecteur) Mark II (détecteur) Mark III (détecteur) | Découverte d'états du Charmonium Quark charme (1974) Lepton tau (1978)                                                            |  |
| PEP                                       | SLAC, États-Unis               |                                      |                                    |                       |                       | Mark II                                                     | |  |
| Stanford Linear Collider SLC              | SLAC, États-Unis               |                                      | Addition au SLAC Linac             | 45 GeV                | 45 GeV                | SLD, Mark II                                                | Évidence des 3 familles de neutrinos Mesure de l'angle de mélange électrofaible                                                   |  |
| Grand collisionneur électron-positron LEP | CERN Genève, Suisse            | (LEP I) 1989-1995 (LEP II) 1996-2000 | Circulaire, 27 km                  | 104 GeV               | 104 GeV               | ALEPH Delphi Opal L3                                        | Seulement 3 familles de neutrinos existent, impliquant 3 générations de fermions. Mesures précises de la masse des bosons W et Z. |  |
| DORIS                                     | DESY (Hambourg, Allemagne)     | 1974-1993                            | Circulaire, 300 m                  | 5 GeV                 | 5 GeV                 | ARGUS, Crystal Ball, DASP, PLUTO                            | Oscillation des mésons B neutres                                                                                                  |  |
| PETRA                                     | DESY (Hambourg, Allemagne)     | 1978-1986                            | Circulaire, 2 km                   | 20 GeV                | 20 GeV                | JADE, MARK-J, PLUTO, TASSO                                  | Découverte du gluon dans des événements à 3 jets                                                                                  |  |
| CESR (en)                                 | Université Cornell, États-Unis | 1979-2002                            | Circulaire, 768 m                  | 6 GeV                 | 6 GeV                 | CUSB, CHESS, CLEO, CLEO-2, CLEO-2.5, CLEO-3                 | Première observation d'une désintégration β                                                                                       |  |
| CESR-c                                    | Université Cornell, États-Unis | 2002-?                               | Circulaire, 768 m                  | 6 GeV                 | 6 GeV                 | CHESS, CLEO-c                                               | |  |
| PEP-II                                    | SLAC, États-Unis               | 1998-2008                            | Circulaire, 2,2 km                 | 9 GeV                 | 3,1 GeV               | BaBar                                                       | Découverte de la violation de la symétrie CP dans le système méson B                                                              |  |
| KEKB                                      | KEK, Japon                     | 1999-2008?                           | Circulaire, 3 km                   | 8,0 GeV               | 3,5 GeV               | Belle                                                       | Découverte de la violation de la symétrie CP dans le système méson B                                                              |  |
| VEPP-2000                                 | Novossibirsk                   | 2006-                                | Circulaire, 24 m                   | 1,0 GeV               | 1,0 GeV               |                                                             | |  |
| VEPP-4M                                   | Novossibirsk                   | 1994-?                               | Circulaire, 366 m                  | 6,0 GeV               | 6,0 GeV               |                                                             | |  |
| BEPC                                      | Chine                          | 1989-?                               | Circulaire, 240 m                  | 2,2 GeV               | 2,2 GeV               | BES                                                         | |  |
| DAΦNE                                     | Frascati, Italie               | 1999-                                | Circulaire, 98 m                   | 0,7 GeV               | 0,7 GeV               | KLOE                                                        | |  |
| BEPC II                                   | Chine                          | 2008-                                | Circulaire, 240 m                  | 3,7 GeV               | 3,7 GeV               | Beijing Spectrometer III (en)                               | |  |

### Les collisionneurs de Hadrons (p anti petpp)
| Accélérateur                                                | Localisation                                     | Années opérationnelles | Forme et taille                                | Particules collisionnées            | Energie des faisceaux | Expériences (détecteurs)                               |
| ----------------------------------------------------------- | ------------------------------------------------ | ---------------------- | ---------------------------------------------- | ----------------------------------- | --------------------- | ------------------------------------------------------ |
| Anneaux de stockage à intersections ISR                     | CERN (Europe)                                    | 1971-1984              | Anneaux circulaires (948 m)                    | Proton/ Proton & Proton/ Antiproton | 31,5 GeV              | Production de particules à grande impulsion transverse |
| Super Proton Synchrotron {\displaystyle Sp{\overline {p}}S} | CERN (Europe)                                    | 1981-1984              | Anneau circulaire (6,9 km)                     | Proton/ Antiproton                  |                       | UA1, UA2                                               |
| Tevatron Run I                                              | Fermilab, États-Unis                             | 1992-1995              | Anneau circulaire (6,3 km) et anneau injecteur | Proton/ Antiproton                  | 900 GeV + 900 GeV     | CDF, D0                                                |
| RHIC mode pp                                                | Brookhaven National Laboratory (BNL), États-Unis | 2000-ce jour           | Anneau circulaire (3,8 km)                     | Proton/ Proton                      | 100 GeV + 100 GeV     | PHENIX,STAR                                            |
| Tevatron Run II                                             | Fermilab, États-Unis                             | 2001-2011              | Anneau circulaire (6,3 km) et anneau injecteur | Proton/ Antiproton                  | 980 GeV + 980 GeV     | CDF, D0 quark top (1995)                               |
| Large Hadron Collider LHC                                   | CERN (Europe)                                    | 10/09/2008-ce jour     | Anneaux circulaires (27 km)                    | Proton/ Proton                      | 7 TeV + 7 TeV Nominal | ALICE, ATLAS, CMS, LHCb, TOTEM                         |

### Les collisionneurs protons-électrons (p/e−)
| Accélérateur | Localisation | Années de fonctionnement | Forme et taille                          | Energie des électrons | Energie des protons | Expériences              |
| ------------ | ------------ | ------------------------ | ---------------------------------------- | --------------------- | ------------------- | ------------------------ |
| HERA         | DESY         | 1992-2007                | Anneau circulaire (6 336 mètres environ) | 27,5 GeV              | 920 GeV             | H1, ZEUS, HERMES, HERA-B |

### Les collisionneurs d'ions
| Accélérateur                                  | Localisation                                         | Années opérationnelles | Forme et taille                     | Ions collisionnés                | Énergie des ions     | Expérimentations             |
| --------------------------------------------- | ---------------------------------------------------- | ---------------------- | ----------------------------------- | -------------------------------- | -------------------- | ---------------------------- |
| Collisionneur d'ions lourds relativistes RHIC | Brookhaven National Laboratory, New York, États-Unis | 2000-                  | 3,8 km                              | Au-Au; Cu-Cu; d-Au; pp polarisés | 0.1 TeV par nucléons | STAR, PHENIX, Brahms, Phobos |
| Large Hadron Collider LHC                     | CERN, Europe                                         | 2009-ce jour           | Anneaux circulaires (environ 27 km) | Pb-pb                            | 2,76 TeV par nucleon | ALICE                        |

## Cas particuliers
- Le décélérateur d’antiprotons, au CERN : comme son nom l’indique, cet appareil sert à ralentir des antiprotons (produits par des protons projetés à grande vitesse sur une cible métallique), et a donc un principe de fonctionnement inverse de celui d’un accélérateur de particules ! Le but de cette machine est de recueillir des antiprotons (générés grâce à une autre installation), de les amener à basse énergie, et enfin d’en faire un faisceau contrôlé. Ce faisceau peut alors être exploité par certaines expériences qui ne pourraient pas utiliser un flux d’antiprotons "brut"[9].